# فرودگاه دواکتاوون
فرودگاه دواکتاوون (به انگلیسی: Doaktown Airport) یک فرودگاه خصوصی است که یک باند فرود آسفالت دارد و طول باند آن ۱۲۱۹ متر است. این فرودگاه در کشور کانادا قرار دارد و در ارتفاع ۹۹ متری از سطح دریا واقع شده‌است.